# 斯恩尼克瓦利蘭喬斯 (加利福尼亞州)
斯恩尼克瓦利蘭喬斯（英語：Scenic Valley Ranchos）是位於美國加利福尼亞州卡拉韋拉斯縣的一個非建制地區。該地的面積和人口皆未知。

## 地理
斯恩尼克瓦利蘭喬斯的座標為38°07′03″N 120°51′50″W / 38.11750°N 120.86389°W，而該地的平均海拔高度為117米（即384英尺）。